# タイムトラベル

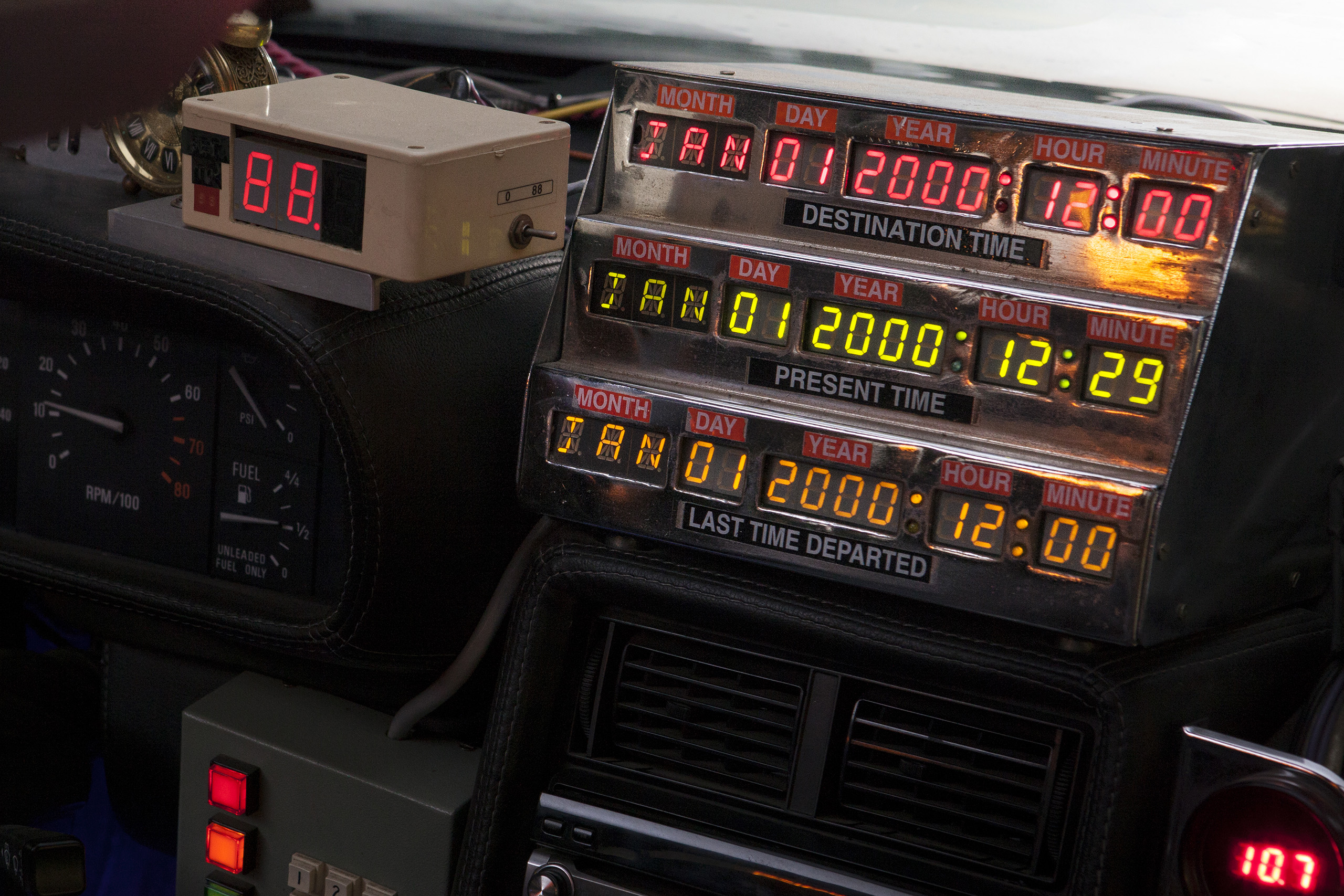
『バック・トゥ・ザ・フューチャー』に登場するタイムマシン・デロリアンの、行先を設定する部分の模型

タイムトラベル（英語: time travel）は、SF文学や映画などのフィクション作品の題材として用いられる表現であり、通常の時間の流れから独立して過去や未来へ移動すること。日本語で時間旅行（じかんりょこう）とも呼称する他、移動の様態によって「タイムスリップ」「タイムワープ」「タイムリープ」「タイムトリップ」など多様な表現がなされる。

## 概要
タイムトラベルという概念は、科学的な立場からみると様々な問題点が指摘され、今の科学力では実現できないとされている。
タイムトラベルの類は、「過去-未来の非対称性」や、「時間の流れ」という概念を前提としているが、これらの前提をどう扱うかで「タイムトラベル」は様々に描かれる。視聴者を楽しませてくれる反面、作者には、視聴者に論理破綻を感じさせないようにストーリーを構築する、夢があるように描く、などの課題を突きつける。
空想物語（フィクション）としては一般的なもので、タイムトラベルを扱った作品も国内外多く発表されている。

## タイムトラベルの位置づけ
タイムトラベルは、現在では主としてSFやファンタジーの分野での舞台設定に利用される概念である。
タイムトラベラーが主人公であるマーク・トウェインの「アーサー王宮廷のコネチカット・ヤンキー」や、天使が未来の書物を携えて現れるサミュエル・マッデンの「20世紀回想」など、SFというカテゴリが明確なものとして育つ以前から、タイムトラベルをテーマにした物語は創られている。
そういった背景をもとに、産業革命以降の科学技術の発展から生まれたSFというカテゴリが、夢の科学技術や超常現象としてのタイムトラベルを物語の類型として取り込んでいった。
実在する現象かは解明されていないが、理論物理学などにおいて実現の可能性が示されることがある（相対性理論におけるタイムラグ等）。また、半ば空想的、思考実験的な意味を伴う「楽しい娯楽研究対象」と扱われることもある。

## タイムトラベル物語の類型
タイムトラベルを舞台設定として利用する物語作品には、いくつかの類型がある。
A. 手段による類型
1. タイムトラベルを実現するメカニズム、「タイムマシン」によるもの。「タイムマシン」は、エンリケ・ガスパール・イ・リンバウの1887年の作品『時間遡行者』で発案され、1895年にハーバート・ジョージ・ウェルズが発表した『タイム・マシン』で広まったとされる。
2. 登場人物の強い願望、あるいは個人的な超能力に由来するもの。
3. 何らかの天変地異が原因で受動的に引き起こされるもの。この類型については「タイムスリップ」や「タイムクェイク（時震）」などと呼ばれる場合がある。
4. 何らかのゲート（門）が設定され、そのゲートの両側が異なる時間に開いており、そこを行き来することでタイムトラベルが実現されるもの。

B. 主人公の意図との関係による類型
1. 目的地を定めての意図的なタイムトラベルが行われるもの。
2. いつの時代にタイムトラベルするかが分からない・制御不可能なもの。
3. 何らかの不測の事態によってタイムトラベルをしてしまい、そこから物語が始まるもの。しばしば主人公たちはタイムトラベルをしたことにしばらく気付かない。
4. 明確なタイムトラベルは結末に至るまで示されず、種明かしとしてタイムトラベルが生じていたことが明らかになるもの。

## タイムトラベル物語の起源
広義のタイムトラベルと見なせる要素を持つ多数の初期作品が存在するため、タイムトラベル物の最初の実例と認められる作品について、全面的に同意された定義は存在しない。古代に創作されたいくつかの神話や寓話などには未来へタイムスリップする話が含まれている。また、知られている作品は未来へのタイムトラベルものよりも近年になるが、過去へのタイムトラベルものの起源もはっきりとは知られていない。

### 未来へのタイムトラベル
ヒンドゥ教の神話『マハーバーラタ』には、カクドミ王が天界で創造主ブラフマーと会い、地上に戻るととてつもなく時間が経っていたという話が含まれている。
仏教の経典『パーリ仏典』（紀元前29年ごろ成立）には、時間の相対性が説かれている。ブッダの上弟子であった大迦葉は懐疑的なen:Payasiに対して「天上界では時間の流れが人間界よりも遅く、そこの住人は地上の住人よりも長く生きる」と説いている。
日本の昔話の「浦島太郎（浦嶋子）」でも、竜宮城から帰って来ると多くの時が流れていたという話が登場する。これが文献に登場する例の初見は、『日本書紀』（8世紀の初めに編纂）の「雄略紀」の雄略天皇22年（478年）秋7月の条の記述である。書籍として出版されたわけではないが、最古にして初の正史（国家の正式な歴史書）に記述されている。
中国にも同様の昔話「爛柯」（文献として残る最古のものは325年刊とされる）がある。王質という木こりが山で碁を打っている数人の童子と出会い、山から帰って来ると多くの時が流れていたというストーリーである。
アイルランド神話『ティル・ナ・ノーグ』にも同様のストーリー展開が見られる。説話『ブランの航海』では、ブラン王子ら一行が美しい海の乙女と「常若の国」に行き楽しく過ごして3年ぶりに故郷に帰ってきたら300年経っていたというものである。
イスラム教の聖典『クルアーン』の「洞窟の章」には、アッラーフによって309年間洞窟で眠っていた男達の話がある。これは「エフェソスの7人の眠り男」と呼ばれる、ローマ帝国の迫害から逃れた人々が洞窟に閉じこめられたが、200年以上たった後、そのうち一人の男が目覚め街に姿を現したという説話が元になっている。これは男たちが眠っていた洞窟と外の世界で時間の流れる速さが違っていると考えることもできる。
他にも古代ギリシアのエピメニデスも59年間眠っていて、その間に歳をとらなかったとされる逸話がある。
とても長く眠ることで未来へ行くストーリーのアメリカ版では、「リップ・ヴァン・ウィンクル」（1820年出版）がある。また、エドワード・ベラミーの「かえりみれば (Looking backward)」（1888年出版）は1887年の上流階級男性が催眠術で眠りに落ち、社会主義的ユートピアが実現された2000年の社会を目の当たりにする物語である。
ルイ・セバスチャン・メルシエの『西暦二千四百四十年 この上ない夢 (L'An 2440, rêve s'il en fut jamais)』（1770年出版）は、西暦2440年の世界を舞台にしたユートピア小説である。非常に有名な作品である本書では（1771年の初版刊行以来、25版が重ねられた）、哲学者の友人とのパリでの不公正についての激しい議論の後に眠りに落ち、夢の中で未来のパリを訪れる無名の人物の冒険が描かれる。ロバート・ダーントンは本書を「幻想文学であるとの断りはあるが、『西暦二千四百四十年』は真摯（しんし）な未来予測小説として読むことができる」と述べている。

### 過去へのタイムトラベル
| 過去へのタイムトラベルは可能か。 |

サミュエル・マッデンの『20世紀回想』 Memoirs of the Twentieth Century （1733年）は、主に世界各国の英国大使が英本土の大蔵卿へ宛てた一連の書簡と、英国外務省からの若干の返信からなる作品であり、それらの書簡はいずれも1997年と1998年に書かれたとの触れ込みで、その時代の状況について記述されている。しかしながら物語の枠組みでは、これらの書簡は1728年のある晩に、語り手が彼の守護天使から与えられた本物の文書であると述べられている。これらの理由から、ポール・アルコンは彼の著書『未来小説の起源』 Origins of Futuristic Fiction において、「英文学で最初のタイム・トラベラーは、1998年から1728年に国家文書を持ち帰ったある守護天使である」と述べている。ただし、本書では天使がそれらの文書を入手した手段は明らかにされていなかった。後の文章でアルコンは、「マッデンを未来からの訪問者を描いた最初の作家として称賛するのは、寛大に過ぎるかもしれない」と語気を弱めてはいるが、「未来から時間を遡って送り込まれた品物が現代で発見されるという形式による、巧みなタイムトラベルの着想を持ち込んだ最初の作家として、評価に値する」とも述べている。
SFアンソロジー『彼方の境界』 Far Boundaries （1951年）では編者のオーガスト・ダーレスが、1838年にダブリン・リテラリー・マガジンで匿名の作者により執筆された『神隠しの馬車: 時代を超えた男』 Missing One's Coach: An Anachronism という題の短編を、最初期のタイムトラベル作品として定義している。この作品では、木の下でニューカッスルを離れる馬車を待っていた語り手が、突然に千年前の世界に放り込まれ、修道院で8世紀の聖職者ベーダ・ヴェネラビリスと遭遇し、未来の世紀の発展についていささか皮肉めいた説明を行う。これらの出来事が現実の出来事であったのか、単なる夢に過ぎなかったのかは最後まで明らかにされない。語り手は、初めに木の根元に居心地の良さそうな場所を見つけて、腰を下ろしたと述べ、「疑い深い読者諸氏は、私がうたた寝をしたのだと言うかもしれない」が、「そんなことはなかったと断言する」。修道院の者たちが誰も彼と初対面であるように見えないことや、ベーダが語り手との話に口ごもり、他の修道僧らが何かの害が彼に与えられたのだと思い込んでなだれ込んできたところで、突然に語り手は自分が現代（1837年の8月）の木の下に戻っているのに気付き、丁度待っていた馬車が彼の目の前を通り過ぎていき、もう一晩ニューカッスルに足止めされる羽目になるという唐突な終わり方などの、作中の多数の夢のような要素は、別の可能性を読者に暗示している。
チャールズ・ディケンズの1843年の小説『クリスマス・キャロル』は、主人公のエビネザー・スクルージが、過去、現在、未来のクリスマスを訪れることから、一部の者からはタイムトラベルを描いた最初の作品であると見なされている。ただし、スクルージは各々の時代を受動的に観察するのみであり、その時代から物理的な影響を受けたり、自らが干渉するわけではない。
より明確なタイムトラベルの実例は、フランスの植物学者にして地質学者であったピエール・ブアタールによる、彼の死後1861年に出版された有名な書籍『人類以前のパリ』 Paris avant les hommes の中に見出される。この作中で主人公は跛の悪魔アスモデの魔法によって、先史時代へと送り込まれ、そこでプレシオサウルス等の絶滅した生物や、ブアタールの想像した人類の祖先の猿人と遭遇し、それらの生物のいくつかと積極的に干渉できた。
SF的なガジェットが初めて使われたタイムトラベルの例には、1881年にニューヨークの新聞サン紙に掲載されたエドワード・ページ・ミッチェルの短編『逆回りした時計』 The Clock That Went Backward がある。ある時計を逆方向に巻くと過去へ行けるという設定であるが、過去へ行けるメカニズムに科学的な説明はなくファンタジー的である。
喧嘩の末に大金鎚でぶん殴られた主人公がアーサー王の時代に飛ばされるマーク・トゥエインの『アーサー王宮廷のコネチカット・ヤンキー』（1889年）は、タイムトラベルという主題を大勢の読者に広めるのに貢献した初期のタイムトラベル物の一例であり、タイムトラベラーの行動による歴史の改変を扱った最初の作品の一冊でもある。

### 初期のタイムマシン
タイムマシンの使用によるタイムトラベルを描いた最初の作品は、エンリケ・ガスパール・イ・リンバウの1887年の作品『時間遡行機』 El Anacronópete である。この作品では、鋳鉄でできた電気推進のマシンによって、人が時間を逆行してタイムトラベルすることができた。
時間を移動するためのマシンというアイデアは1895年に出版されたH・G・ウェルズの小説『タイム・マシン』により広まった。これは未来へのタイムトラベルものである。これに先行して1888年にウェルズは『時の探検家たち』 en:The Chronic Argonauts と題されたやや知名度の劣る作品を手掛けており、これは過去へのタイムトラベルものであった。タイムマシンのコンセプトが大衆に受け入れられるきっかけとなった本書はしばしば後のタイムトラベルを扱ったあらゆるSF小説に影響を与えた作品と見なされている。
これ以降、科学とフィクションの両面でタイムトラベルの概念が広く知られるようになったが、タイムトラベルが現実に可能であるか否かという問題は依然として未解決のままである。現代物理学においても、過去へのタイムトラベルの方が未来へのタイムトラベルよりも難しいと考えられている（時間はもともと未来へと流れていくものであるため、逆行する方がより不自然な流れとなる）。

## タイムトラベル物語の歴史といくつかの構造
ウェルズの『タイム・マシン』は未来へのタイムトラベルを題材としたが、その後のSF作品では未来だけではなく過去へのタイムトラベルを扱った作品もまた多く生み出されている。これらの作品では、必ずしもタイムマシンの登場は必須ではなく、超能力によるタイムトラベルや超常現象によるタイムトラベルなども含まれている。
作品の傾向として、未来へのタイムトラベルは『タイム・マシン』に代表されるような悲観的な未来社会が題材とされる場合が多い。これはウェルズの作品が当時のイギリスの階級問題や労働問題を未来社会になぞらえていたように、現代社会の問題点を未来に投影し描くことで現代に問題を提起する作家の意図が強いためである。
一方、過去へのタイムトラベルでは現代と過去で繋がる問題や危機が頻繁に題材とされ、過去の改変により現代の事象も影響を受けるタイムパラドックスにより、歴史が書き換わった場合に訪れる危機や現代の悲観的状況を打開するドラマが多く描かれている。また不可逆的な時間を遡る現象の特性から、経験してきた時代をもう一度体験したい、生前の時代を垣間見たい、人生をやり直せたらとの読者の願望を反映したノスタルジックな内容の作品も少なくない。これらは歴史小説的側面を持つ作品もある。過去へのタイムトラベルは、荒唐無稽になりがちな未来社会を扱った作品よりも、時代考証や史実を踏まえることでよりリアルな描写が可能である。そのためか、現代への影響が想像しやすく読者が感情移入しやすいという評価もある。

### タイムパラドックス
タイムパラドックス（Time Paradox / 時間の逆説）は、タイムトラベルに伴う矛盾や変化のことであり、物語のテーマとしてしばしば扱われる。具体的には、タイムトラベルした過去で現代（相対的未来）に存在する事象を改変した場合、その事象における過去と現代の存在や状況、因果関係の不一致という逆説が生じることに着目したものである。
SF作品の中においてタイムパラドックスは、歴史に関わる重大な出来事や危機、思考実験として頻繁に題材とされている。タイムパラドックスによる危機やその回避のサスペンス性、展開の意外性による面白さが時間を題材とするSFで多用される理由で、作品の醍醐味ともなっている。
タイムパラドックスの最も有名な例に、親殺しのパラドックスと呼ばれるものがある。過去へ遡ったタイムトラベル者が自分の誕生前の両親を殺害した場合どのような効果が発生するかという問題である。以下の3つに場合分けできる。
1. どう画策しても殺すことはできない（矛盾が生じない）。[注 4][注 5]
2. 両親は自分を生む前に死亡するので自分も消滅する。そうすると自分が過去へ遡ることもなくなり両親が死ぬこともなくなる。矛盾である。[注 6]
3. 両親が死んで自分が生まれない世界が、自分が生まれてやってきた未来世界から分岐する（パラレルワールド）。両親が無事だった過去（そもそも時間移動すらしなかった世界）には何の影響もないので、これは矛盾とは言わない。

矛盾が生じない場合でも、過去の改変が未来に与える影響を扱った作品も多い。これには些細な過去の改変がバタフライ効果のように連鎖しながら拡大波及し、未来の方向性を大きく変更してしまうとする立場と、些細な改変は一時的なゆらぎに過ぎず、その後は収束し未来の方向性に大きな影響を与えないとする立場がある。SF作家のポール・アンダースンは、歴史に大きく関わる人物の暗殺や史実の妨害など、未来社会に重大な影響を与える歴史の改変を防ぐための組織のアイデアを、オムニバス長編『タイムパトロール』（Gurdians of Time、1960年）で発表した。またこの小説では「歴史が改変可能であるならば、何をもって正しい歴史とするか」という疑問も提示されている。

#### タイムパラドックスと矛盾
タイムパラドックスの矛盾を説明するため、タイムトラベル者による歴史の改変で時間軸が分岐し元の世界と並行した別の世界が生まれるとするパラレルワールドの概念がある。この概念を発展させ、タイムトラベル者の介在がなくとも歴史上の重要なポイントで世界が枝分かれしていると解釈する立場もある。この概念を大幅に作品に取り入れた最初期の小説に、可能性として存在する二つの歴史「ジョンバール」と「ギロンチ」の抗争を描いた、ジャック・ウィリアムスンの『航時軍団』（The Legion of Time、1938年）がある。
このパラレルワールドの発想に類似したものに、量子力学の多世界解釈がある。これは物理的な相互作用が時間上にも及ぶとするもので、この理論に基づくと、過去の改変が行われても素粒子レベルで世界の再構成が行なわれるため、結果としてタイムパラドックスは生じない。ただし、二つの別々の世界でのタイムトラベルの瞬間前後で物体や情報量が生成・消滅するため、エネルギー保存の法則・エントロピー増大の法則・相対性理論等、古典力学の法則は破綻する。また、多世界解釈もタイムトラベルの瞬間前後で相関のない情報量が割り込むため破綻してしまうという問題が解決される訳ではない。
一方で、こうしたタイムパラドックスを全く否定する立場のフィクション作家もいる。例えば、「もし時間を逆行できるタイムマシンが存在するならば、あってはならない矛盾が想定される。したがってタイムマシンは存在しない」との背理法に基づき、時間は一方通行で流れ逆行できないとする考え方がある。また、タイムトラベル者が歴史の改変を試みようとする行為自体が現代の歴史に含まれるという考え方もある。意図的にタイムパラドックスを起こそうと努力しても、その行動は必ず妨害されタイムパラドックスの成立が阻止されるとした作品もある。この理論は現在から過去への改変だけではなく、現在から未来へ対する改変も含まれることになる。
親殺しのパラドックスを例に取ると、過去に遡り親の殺害を試みようとするが、絶対に成功しないことが歴史として組み込まれているか、そもそも過去に移動できないとしている。ロバート・A・ハインラインの短編『時の門』（By His Bootstraps、1941年）など、タイム・パラドックスの論理性を追求した一群の作品の中では、「タイムトラベル者による歴史の改変自体が歴史に含まれており、タイムパラドックスは起こり得ない」との解釈がなされている（ただし、この結論は「主人公に活躍の余地がなく、努力も報われず、カタルシスとエンターティメント性を欠く」ため、理論的には成り立つかもしれないが、文学的にはあまり一般的には受け入れられない）。
またSF作家のラリー・ニーヴンは、『タイム・トラベルの理論と実際』（The Theory and Practice of Time Travel、1971年）と題したエッセイの中で、もし歴史の流れが一本道であり、タイムトラベルによって歴史が改変可能であるならば、幾度ものタイムトラベル者による歴史の改変を経た末に、最終的に人類の歴史は、「タイムマシンが存在せず、タイムトラベル者が決して現れない歴史」として安定するのではないか、と述べている。
これらのような架空の理論や仮説に基づく過去や未来との因果関係の矛盾に着目したものとは別に、論理パズル的なタイムパラドックスもいくつか考案されている。これらは論理的には矛盾はないのに、あり得ないようなことが起こる事象を題材としたもので、その多くは現実の物理学や量子力学上の考察を要求する要素を含んでいる。
【例】『マイナス・ゼロ』（広瀬正）より
| 現代で買った新品のライターを持つ男がタイムトラベルし、過去へそのライターを忘れてくる。実はそのライターは第三者により時を経て現代に存在する忘れてきたライターとすり替えられており、新品で買ったライターはタイムトラベルをせず現代に存在する。タイムトラベルをするライターは現代と過去を無限ループとして往来する存在であるが、現代に新品がある限りそのライターはどこで買ったものでもない。 |

このパラドックスではなぜこのようなライターが存在するか、またこのような存在となった時点でライターの分だけ宇宙の質量が増えたのではないのか、そして時を経ても永久に古くならず傷すらつかないのではないか、との問題が提起されている。1960年代に書かれたこの小説のパラドックスは小説『存在の環』（P・スカイラー・ミラー、1944年）で提示されたものの類型であるが、1990年代にスティーブン・ホーキング博士がこれに類似する概念を持つ閉時曲線と量子効果の仮説を示し、過去へのタイムトラベルを否定する論拠としている。小説では言及されていないが、このタイムパラドックスは「すり替えた人間の意志が、特異な物質の存在や状態を創出した」という観測問題的側面も内包している。

### タイムトラベル活劇
タイムトラベルを扱った作品には、タイムパラドックスのような論理性や理詰めにはあまりこだわらず、自由な発想でタイムトラベルやそれに伴う世界観を描いた活劇的内容の作品もある。
シミュレーション的要素を重視し、もし歴史が変わった場合に存在するかも知れない世界を描いた、SFで言うIf世界（仮定世界）を構築した作品として、『モンゴルの残光』（豊田有恒）や『スーパー太平記』（手塚治虫）などがある。
また、過去に飛ばされた現代人、未来から現在に飛ばされてきた未来人が、その高度な知識を援用して救民や社会変革を目指すという類型もあるが、そういった類型でもタイムパラドックスはあまり重視されない。小説『闇よ落ちるなかれ』（L・スプレイグ・ディ・キャンプ）のように、現代の科学知識や技術を用いて過去で主人公が活躍する冒険活劇としてエンターテイメント性を重視したものや、漫画『JIN-仁-』（村上もとか）のように、現代の医療技術で江戸時代の人々を救おうとするヒューマンドラマ仕立てのものなど、多くの事例が挙げられる。タイムトラベルを題材とした映画『ゴジラvsキングギドラ』（1991年）でプロデューサーを務めた東宝の富山省吾は、映画を観ている間、観客に矛盾を気づかせなければ良いと思うと述べており、同作品監督の大森一樹も映画には科学的リアリズムは不要であり、映画内のストーリーが合理的に進んでいれば良いとしている。
また、歴史上の謎をタイムトラベルにより解明するという趣向の作品もある。これらの作品の例としては、タイムトラベルにより恐竜絶滅の原因が解明される『さよならダイノサウルス』（ロバート・J・ソウヤー）がある。
小説『戦国自衛隊』では、主人公達がタイムスリップすることによって史実が再現され歴史が正しくなる（主人公が過去に飛んだ時点で本来と違う歴史が繰り広げられていた）という手法が取られていた。
タイムトラベルの概念は、短編集『時との戦い』（アレッホ・カルペンティエール）などSF以外の文学的な作品においても、題材や表現手法のひとつとしても使用されている。

### 情報タイムトラベル
人間がタイムトラベルに対して抱く願望の一つに、「現在の知識を保ったまま過去に赴き、現在にとって有利な結果になる様に過去を改変したい'」というものがある。これを逆にとらえて、未来に関する情報を元に現在の行動を決定するのも一種のタイムトラベルであるといえる。勿論、未来の情報に基づいて現在を改変すれば、「本来の未来」も消滅する、タイムパラドックスが生じる。これを「いかさま師のタイムパラドックス」と言う。
超光速通信と同様に、物質でなく情報のみであれば、物理的制約に縛られずに過去に送り届けることができるのではないかという考え方がある。SF作品においては、何らかの災厄に襲われた人間（人類）が過去に警告を送るという内容のものが多い。情報が過去へ遡上すれば、当然「本来の時間」の情報が消滅する。これは情報のパラドックスと呼ばれる。
変わったものではズッコケ三人組シリーズの『驚異のズッコケ大時震』（那須正幹）における時震によるタイムトラベルで、「現代の間違った知識」を持ったまま過去へ行った結果、「間違った知識」が「史実」として具現化してしまうというものもある（作品中では、関ヶ原の戦いの勝敗や架空の人物である鞍馬天狗が実在してしまうなどという形で表現）。これは作中で「観念実体化現象」という名称で呼称された。

## タイムトラベルの可能性と不可能性

### ファインマンの考え
リチャード・P・ファインマンは、「反粒子は時間を逆行している正の素粒子だ」と考えた。この考え方は「ディラックの海」の持つ問題点を解決するものだったが、「ディラックの海」という考え方は後に物理学者らによって（別の方法で）修正された。

### ホーキングの時間順序保護説
スティーヴン・ホーキングは「タイムマシンは不可能である」と述べた。彼は「過去に行くことを許容する時間的閉曲線が存在するためには、場のエネルギーが無限大でなくてはならない」と述べた。

### 未来へのタイムトラベル
もし、自分がゆっくりと変化することや意識の低下などにより、変化を意識していないうちに周囲が変化していってしまうことも「タイムトラベル」と呼ぶならば、ウラシマ効果、コールドスリープ（冷凍睡眠）や重力ポテンシャルの高低差を利用することにより理論上可能とされる。ただし、これらの方法では過去へと時間を遡ることはできない。

### タイムマシンの開発
タイムマシンを開発しようとした人々の話や、その困難、可能性・不可能性に関する諸見解については「タイムマシンの研究」を参照。